# Matrimonio igualitario en Nueva York
El matrimonio igualitario en el estado de Nueva York fue legalizado por el Senado Estatal de Nueva York el 24 de junio de 2011. La ley fue firmada por el gobernador de Nueva York el 24 de junio y entraría en vigor el 24 de julio de 2011.

En 2006, la Corte de Apelaciones de Nueva York dijo que no había derecho constitucional para que las parejas del mismo sexo en Nueva York pudieran casarse. Sin embargo, el 14 de mayo de 2008, el gobernador de Nueva York David Paterson emitió una directiva para que todas las agencias estatales reconocieran los matrimonios entre personas del mismo sexo celebrados en otras jurisdicciones. Además, la Corte del Estado también reconoce los matrimonios homosexuales celebrados en Canadá de cara a beneficios públicos, como herencias y divorcios.

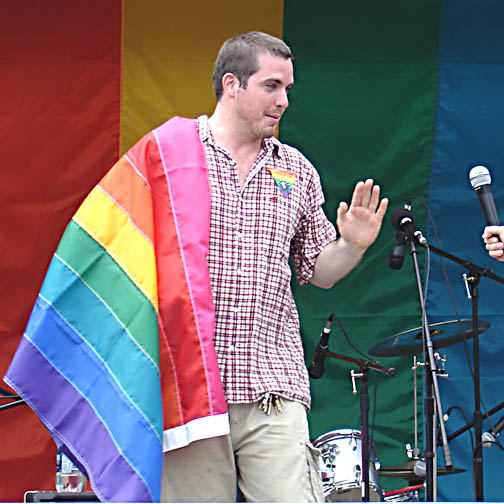
El alcalde de New Paltz Jason West en una manifestación gay.

La idea de legalizar los matrimonios entre personas del mismo sexo en Nueva York a partir del apoyo de los neoyorquinos aumentó a mayoría, según encuestas, y la Asamblea Estatal de Nueva York pasó varias leyes relacionadas al matrimonio entre personas del mismo sexo. Sin embargo, el Senado Estatal de Nueva York rechazó en votación una ley por un ajustado 38-24 el 2 de diciembre de 2009. Después de negociaciones entre los Republicanos del Senado y el Gobernador Andrew Cuomo, para asegurar de que no hubiese problemas con los grupos religiosos u organizaciones opositoras al matrimonio entre personas del mismo sexo y así evitar demandas, se pasó una ley en el Senado Estatal con 33-29 a favor el 24 de junio de 2011, aprobando los matrimonios entre personas del mismo sexo en el estado, convirtiéndose en el sexto estado en legalizarlos y séptimo incluyendo al Washington D. C..

## Encuestas
En abril de 2009 una encuesta hecha por el Siena College indicó que el 53% de neoyorquinos votantes apoyaban el matrimonio entre personas del mismo sexo, mientras que el 39% se oponía. La encuesta indicaba que de los Demócratas votantes el 59% lo apoyaban y 35% se oponían, mientras que los Republicanos se oponían por casi el mismo margen, 59% a 31%. Según una encuesta por Survey USA hecha durante el mismo periodo, mostró que el 49% de los neoyorquinos apoyaban mientras que el 44% se oponían. Sin embargo, una encuesta de Siena el 26 de mayo indicó incluso una división del 46%-46% en el tema.
Según otra encuesta auspiciada por la Universidad Quinnipiac hecha el 14 de mayo de 2009, los neoyorquinos estaban divididos igualmente con 46% a 46%. La encuesta del 14 de mayo, mostró que los afroamericanos se oponían por un gran margen de 57%-35%, republicanos (68%-24%), mientras que los blancos católicos no hispanos con 53%-39%, y blancos protestantes con 55%-38%. Sin embargo, la encuesta de la Universidad de Quinnipiac con fecha del 23 de junio de 2009 que los votantes neoyorquinos apoyaban el matrimonio entre personas del mismo sexo con 51%-41%, mientras que el 8% indecisa. La misma encuesta mostró que los blancos no hispanos apoyaban los matrimonios con 52 - 42 por-ciento mientras que los hispanos 55 - 39 por-ciento. Los votantes afroamericanos con 43 a favor y 42 en contra. También el apoyo a los matrimonios entre personas del mismo sexo incrementaba con personas de mayor poder adquisitivo. 
En 2010, el New York Times estimó que el apoyo a los matrimonios entre personas del mismo sexo era del 58%, basado en proyecciones de 2008 y una encuesta nacional hecha por la CNN en agosto de 2010.
En abril de 2011 otra encuesta por el Siena College encontró que el 58% de los neoyorquinos votantes apoyaban la legalización del matrimonio entre personas del mismo sexo, mientras que el 36% se oponía y el 6% no sabía o no tenía opinión al respecto.

## Historial legislativo
| Sesión    | Número de la ley | Fecha               | Iniciadores de la ley                       | # de legisladores a favor | Resultado                                                      |
| --------- | ---------------- | ------------------- | ------------------------------------------- | ------------------------- | -------------------------------------------------------------- |
| 2009–2010 | S04401           | 16 de abril de 2009 | Senador Thomas Duane (D-Nueva York)         | 18                        | No aprobado en el Senado (38-24)                               |
| 2009–2010 | A07732           | 16 de abril de 2009 | Asambleísta Daniel O'Donnell (D-Nueva York) | 55                        | Aprobado por la Asamblea (89-52)                               |
| 2011–2012 | A08354           | 14 de junio de 2011 | Asambleísta Daniel O'Donnell (D-Nueva York) | 67                        | Aprobado por la Asamblea (80-63) Aprobado en el Senado (33-29) |